# Эцатлан (муниципалитет)
Эцатла́н (исп. Etzatlán) — муниципалитет в Мексике, в штате Халиско, с административным центром в одноимённом городе. Численность населения, по данным переписи 2020 года, составила 20 011 человек.

## Общие сведения
Существует несколько версий происхождения названия Etzatlán. По одной версии его можно перевести с языка науатль как: место еды из кукурузы. Самой актуальной, считается версия учёного Фила Вейганда, пришедшего к выводу, что название происходит от диалекта тауэ, означающее: место ицев, как называли тольтекские семьи воинов и торговцев.
Площадь муниципалитета равна 337,8 км², что составляет 0,4 % от общей площади штата, а наиболее высоко расположенное поселение Эль-Ампаро находится на высоте 1700 метров.
Эцатлан граничит с другими муниципалитетами штата Халиско: на севере с Магдаленой, на востоке с Сан-Хуанито-де-Эскобедо и Ауалулько-де-Меркадо, на юге с Амекой, на западе с Сан-Маркосом, а также на западе граничит с другим штатом Мексики — Наяритом.
В 2020 году чилийский писатель Хосе Бароха посвятил рассказ «Эцатлан».

## Учреждение и состав
Муниципалитет был образован 8 апреля 1844 года, по данным 2020 года в его состав входит 31 населённый пункт, самые крупные из которых:
| Код INEGI                  | Населённый пункт                                                                  | Численность населения (2005 год) | Численность населения (2010 год) | Численность населения (2020 год) |
| -------------------------- | --------------------------------------------------------------------------------- | -------------------------------- | -------------------------------- | -------------------------------- |
| 036                        | Всего                                                                             | 17564                            | 18632                            | 20011                            |
| 0001                       | Эцатлан (исп. Etzatlán) 20°46′02″ с. ш. 104°04′42″ з. д. (административный центр) | 12924                            | 13513                            | 14697                            |
| 0027                       | Оконауа (исп. Oconahua) 20°44′37″ с. ш. 104°09′50″ з. д.                          | 2132                             | 2275                             | 2360                             |
| 0039                       | Санта-Росалия (исп. Santa Rosalía) 20°49′03″ с. ш. 104°05′10″ з. д.               | 1079                             | 1193                             | 1436                             |
| 0025                       | Ла-Масата (исп. La Mazata) 20°52′47″ с. ш. 104°05′21″ з. д.                       | 589                              | 757                              | 702                              |
| 0059                       | Пало-Верде (исп. Palo Verde) 20°45′52″ с. ш. 104°05′54″ з. д.                     | 132                              | 167                              | 230                              |
| —                          | Прочие                                                                            | 708                              | 727                              | 586                              |
| Названия на карте Генштаба |                                                                                   |                                  |                                  |                                  |

## Экономическая деятельность
По статистическим данным 2000 года, работоспособное население занято по секторам экономики в следующих пропорциях:
- сельское хозяйство, животноводство и рыбная ловля — 26,1 %;
- промышленность и строительство — 29 %;
- торговля, сферы услуг и туризма — 43,5 %;
- безработные — 1,4 %.

## Инфраструктура
По статистическим данным 2020 года, инфраструктура развита следующим образом:
- электрификация: 99,8 %;
- водоснабжение: 93 %;
- водоотведение: 99,6 %.